# Масикот
Масико́т — мінерал, оксид свинцю.

## Загальний опис
Хімічна формула: PbO.
Містить (%): Pb — 92,82; O — 7,18.
Сингонія ромбічна. Вид ромбо-дипірамідальний. Утворює масивні агрегати. Спайність досконала. Густина 9,3—9,6. Тв. 2. Колір жовтий з червонуватим відтінком. Риса світло-жовта. Землистий, лускуватий. В тонких уламках прозорий. Зустрічається в зонах окиснення свинцевих родовищ в Лендвіллі (штат Колорадо, США), у Саксонії і Шварцвальді (ФРН), Лавріоні (Аттика, Греція), поблизу вулкана Попокатепетль (Мексика), Галлс-Пік (штат Новий Південний Уельс, Австралія). Рідкісний. Від французької назви оксиду свинцю — «massicot» (J. B. L. Rome de l'Isle, 1783).
Синоніми: хризитин, вохра свинцева, масикотит.